# 梅田サイファー
梅田サイファー（Umeda Cypher）は大阪駅・梅田駅で行われていたサイファーおよび、その参加者から派生したヒップホップグループ。

## 概要
2007年5月19日、ENTERで一緒だった同年代の萬（H.YOROZU）・あきらめん・ふぁんくが、新規参入しづらかった当時のHIPHOPシーンを危惧し「もっとプレイヤーが増えれば良いのに...」という思いから、毎週土曜日20:00より梅田の阪神百貨店と阪急百貨店を繋ぐ歩道橋で、電池式スピーカーにiPodやマイクを繋いで開催したサイファーが発祥。mixiやモバゲーなどのSNSを通じて、次第に参加者が増加していった。R-指定をはじめ、多くのメンバーがMCバトルの大会で優勝や好成績を残して注目を集めていく。しかし、不良でもなくストリートやクラブ文化とも馴染みのない梅田サイファーは、「ヒップホップではない集団の代名詞」として、当初は大阪のシーンから忌み嫌われる存在であったという。
現在は、歩道橋でのサイファーは開催されていないが、主要メンバーはヒップホップグループ「梅田サイファー」として、音源発表やライブ活動を精力的に行っている。ただし、そのスタンスはあくまでもサイファーであるため、一般的なグループやクルーのような固定メンバーや上下関係はなく、「集合体」「個人の集まり」を標榜している。
過去に1枚のミニアルバムとDJ HAMAYAによる梅田サイファー関連の楽曲のみを収録したMIX TAPEをフリー配信している。
2023年3月29日、メジャーデビューアルバム『RAPNAVIO』（SME Records）を発売した。

## 略歴
2021年12月1日、ふぁんくの脱退を発表。
2022年8月6日、tella、たうりんの脱退を発表。2022年10月8日放送の『キングオブコント2022』（TBSテレビ）におけるオープニング・ソングを担当。のちに同年12月31日に当該オープニング・ソングをリアレンジした楽曲「KING」を配信リリースした。
2023年1月21日、OSCAが自身のTwitterにてグループ脱退を報告。同年3月9日、PlayStation 4及びPlayStation 5用ソフトのCMソング「PUNCH LINE UP」を公開。2023年10月21日放送の『キングオブコント2023』（TBSテレビ）におけるオープニング・ソングを去年に引き続き担当。フューチャリング・ゲストとして三浦大知が参加。同年12月20日には当該オープニングテーマをメンバーのみでリアレンジした楽曲『BE THE MONSTER』を配信リリースした。
2024年10月12日放送の『キングオブコント2024』（TBSテレビ）におけるオープニング・ソングを三年連続で担当。
2025年2月13日、YouTubeにてセレッソ大阪公式テーマソング『Cerezo!』を発表。

## 主なメンバー
- KBD a.k.a. 古武道
- peko（高槻POSSE、黒衣）
- KZ （KZ and doiken）
- KennyDoes a.k.a. ドイケン（KZ and doiken、exコッペパン）
- R-指定（Creepy Nuts、exコッペパン）
- KOPERU（exコッペパン）
- テークエム（Japidiot、FUNHOUSE）
- teppei（Japidiot、WeLaWorks）
- HATCH（Japidiot）
- Cosaqu
- ILL SWAG GAGA
- DJ SPI-K
- YugaSoda(旧名 コーラ)

## 元メンバー
- OSCA a.k.a. コマツヨシヒロ（Japidiot）
- tella a.k.a. GeckoTribe（Japidiot、WeLaWorks）
- たうりん
- ふぁんく
- タマイコウスケ
- ラード
- レイ
- ペッペbomb
- AO
- MCりぼん
- あきらめん
- H.YOROZU

## ディスコグラフィ

### シングル
SME Records

### 配信限定シングル
| 発売日         | タイトル | レーベル                 |
| -------------- | --- | ------------------------ |
| 2020年7月23日  | SPACE INVADER feat. tella, teppei, テークエム & OSCA                                                        | DFBR                     |
| 2020年7月23日  | ジャピでハイ feat. OSCA, teppei, テークエム & tella                                                         | DFBR                     |
| 2020年12月17日 | UC1DAY '20                                                                                                  | DFBR                     |
| 2021年1月2日   | HEADSHOT pt.2 feat. テークエム, ふぁんく, R-指定, KBD, KennyDoes, KOPERU, KZ & peko                         | DFBR                     |
| 2021年3月3日   | Highway Lights feat. ふぁんく, peko, KennyDoes, テークエム, KZ & コーラ                                     | Sony Music Entertainment |
| 2021年10月13日 | トラボルタカスタム - From THE FIRST TAKE feat. 鋼田テフロン                                                 | THE FIRST TAKE MUSIC     |
| 2021年10月13日 | 梅田ナイトフィーバー19' - From THE FIRST TAKE                                                               | THE FIRST TAKE MUSIC     |
| 2022年12月31日 | KING (feat.teppei, テークエム, OSCA, コーラ, KOPERU, KZ, KBD, KennyDoes, ILL SWAG GAGA, peko, R-指定)       | Sony Music Labels        |
| 2023年12月20日 | BE THE MONSTER (feat. KOPERU, Cosaqu, KBD, KennyDoes, teppei, コーラ, KZ, ILL SWAG GAGA, peko & テークエム) | Sony Music Labels        |
| 2024年4月7日   | Odd Numbers                                                                                                 | Sony Music Labels        |
| 2024年4月26日  | CONTINUE | Sony Music Labels        |
| 2024年7月7日   | スイッチ | Sony Music Labels        |
| 2024年10月18日 | スイッチ～BE THE MONSTERR - From THE FIRST TAKE                                                             | THE FIRST TAKE MUSIC     |
| 2024年10月18日 | Rodeo13 - From THE FIRST TAKE                                                                               | THE FIRST TAKE MUSIC     |
| 2024年12月16日 | REVENGE (feat. テークエム, teppei, KennyDoes, コーラ & KOPERU)                                              | Sony Music Labels        |
| 2025年3月28日  | Cerezo! | Sony Music Labels        |

## 参加楽曲
- ALI『LOVE, MUSIC AND DANCE』（2021年1月27日） - 『FEELIN’GOOD feat. 梅田サイファー（KOPERU, peko, KZ, R-指定）』収録[19]
- TiU『NBDK (feat. 梅田サイファー)』（KOPERU,peko,KennyDoes）（2023年5月17日）
- LITTLE『小島サイファー (feat. 梅田サイファー)』（KennyDoes,KOPERU,peko,R-指定,たうりん,KBD,テークエム,KZ）（2023年9月29日）
- 赤坂サイファー『Love it Wednesday (feat. 梅田サイファー)』（2023年12月20日）
テレビ番組「ラヴィット!」出演者（見取り図、すゑひろがりず、アルコ&ピース、ロングコートダディ）によるグループ

## ミュージックビデオ
| 公開日         | 曲                                         | MC／CREW                                                                | 監督                | 備考          |
| -------------- | ------------------------------------------ | ----------------------------------------------------------------------- | ------------------- | ------------- |
| 2012年12月20日 | I'm your fool                              | KZ                                                                      | 不明                |               |
| 2014年01月12日 | Black Pepper Mill                          | Japidiot                                                                | ISSEI               |               |
| 2016年10月10日 | 始まりのストーリー                         | KZ , ふぁんく , Kenny Does , tella , テークエム & KOPERU                | 不明                |               |
| 2018年12月31日 | 決意                                       | KZ, ふぁんく, コーラ, KBD                                               | ONGR                |               |
| 2019年01月16日 | マジでハイ                                 | R-指定, KZ, peko, ふぁんく, KOPERU, KBD, KennyDoes                      | ISSEI               |               |
| 2019年01月31日 | Never Get Old                              | KennyDoes                                                               | hiroto kawagoe      |               |
| 2019年04月13日 | 風向き                                     | KennyDoes, コーラ, ILL SWAG GAGA, 鉄兵, KOPERU                          | jazadocument        |               |
| 2019年08月21日 | black out feat. KOPERU                     | OSCA                                                                    | hiroto kawagoe      |               |
| 2019年09月01日 | SOLOIST_0907                               | KZ, peko, KENT, Draw4                                                   | ONGR                |               |
| 2019年09月13日 | トラボルタカスタム ft. 鋼田テフロン        | KennyDoes, ふぁんく, KZ, KBD, テークエム, KOPERU, peko, R-指定          | ISSEI               | [ 20 ]        |
| 2019年10月05日 | ILL & SWAG                                 | ILL SWAG GAGA                                                           | teppei              |               |
| 2019年12月24日 | oddBRED feat.peko&KennyDoes                | ILL SWAG GAGA                                                           | ONGR                |               |
| 2019年12月27日 | that's it                                  | KZ                                                                      | kamon               |               |
| 2019年12月28日 | 以毒制毒 feat. ILL SWAG GAGA,Jaro          | コーラ                                                                  | teppei              |               |
| 2020年01月10日 | 梅田ナイトフィーバー’19                    | KennyDoes,テークエム , KOPERU, R-指定, KZ, ふぁんく, KBD, peko          | スタジオ石          |               |
| 2020年02月07日 | COMEALIVE                                  | KZ                                                                      | ONGR                |               |
| 2020年02月13日 | 夜は待ってる                               | KennyDoes                                                               | ONGR                |               |
| 2020年03月26日 | もうよそうよ                               | tella                                                                   | tella／teppei       |               |
| 2020年04月02日 | 19900402                                   | teppei                                                                  | teppei              |               |
| 2020年04月10日 | それじゃ無理 feat. R-指定, NORIKIYO & AKLO | テークエム                                                              | teppei              |               |
| 2020年05月02日 | I'm in luv…                                | ILL SWAG GAGA                                                           | ONGR                |               |
| 2020年05月14日 | 気持ち                                     | KennyDoes                                                               | teppei              |               |
| 2020年07月22日 | SPACE INVADER                              | Japidiot                                                                | ISSEI               |               |
| 2020年07月30日 | 100km                                      | KZ                                                                      | ONGR                |               |
| 2020年08月01日 | HOW WE DO                                  | 黒衣                                                                    | ONGR                |               |
| 2020年08月06日 | THRILLERCITY                               | テークエム                                                              | Tweli G／KLOOZ      |               |
| 2020年08月21日 | Petrichor                                  | OSCA                                                                    | ONGR                |               |
| 2020年09月25日 | Returnhome feat. DUSTY-I                   | KZ                                                                      | Pay a.k.a Wildpitch |               |
| 2020年11月24日 | HEYGIRL                                    | OSCA                                                                    | ISSEI               |               |
| 2021年1月1日   | HEADSHOT pt.2                              | テークエム, ふぁんく, R-指定, KBD, KennyDoes, KOPERU, KZ, peko          | ONGR                | [ 21 ]        |
| 2021年3月3日   | Highway Lights                             | ふぁんく, peko, KennyDoes, テークエム, KZ & コーラ                      | teppei              | [ 22 ] [ 23 ] |
| 2021年4月7日   | 無敵ライクセブンティーン                   | KennyDoes, テークエム, ふぁんく, R-指定                                 | Hiroya Brian Nakano | [ 24 ] [ 25 ] |
| 2021年4月21日  | ビッグジャンボジェット                     | OSCA, KennyDoes, KOPERU, ILL SWAG GAGA, タウリン, ふぁんく & テークエム |                     | [ 26 ]        |
| 2021年6月20日  | いつかまた                                 | KBD, tella, コーラ, peko, teppei, KZ & R-指定                           | 空下慎              | [ 27 ]        |
| 2021年11月4日  | NO.1 PLAYER                                | OSCA, R-指定, テークエム, KZ                                            |                     | [ 28 ]        |

## タイアップ
| 曲名                         | タイアップ                                                              | 年     |
| ---------------------------- | ----------------------------------------------------------------------- | ------ |
| KING                         | キングオブコント2022 テーマソング                                       | 2022年 |
| BE THE MONSTER feat.三浦大知 | キングオブコント2023 テーマソング                                       | 2023年 |
| Odd Numbers                  | テレビアニメ『ザ・ファブル』第1期エンディングテーマ                     | 2024年 |
| スイッチ                     | テレビアニメ『ザ・ファブル』第2期オープニングテーマ                     | 2024年 |
| CONTINUE                     | 格闘ゲーム大会『EVO Japan 2024 presented by ROHTO』テーマソング         | 2024年 |
| タイトル未定                 | キングオブコント2024 テーマソング                                       | 2024年 |
| REVENGE                      | Amazon Prime Video配信ドラマ『【推しの子】』第8話主題歌                 | 2024年 |
| OOKAMI                       | 読売テレビ・日本テレビ系アニメ『青のミブロ』第2クールオープニングテーマ | 2025年 |
| 1％                          | ABCテレビ プロ野球中継2025年テーマソング                                | 2025年 |
| ウルサイレン                 | テレビアニメ『炎炎ノ消防隊 参ノ章』第1クールエンディングテーマ          | 2025年 |
| cerezo!                      | セレッソ大阪テーマソング                                                | 2025年 |

## 出演

### テレビ
- ヨーロッパ企画の暗い旅 (KBS京都テレビ、2012年) KZ、R-指定、OSCA、ILL SWAG GAGA、tellaが出演

- 流派-R SINCE2001 (テレビ東京、2019年10月19日)

### ラジオ
- WREPアマチュアラジオ(インターネットラジオ KZとpekoのみの出演 2019年11月~ 第5金曜日)[29]
- 梅田サイファーのオールナイトニッポン0（ZERO）（ニッポン放送、2021年4月17日）[30][31]
- AuDee CONNECT(JFN系列、2022年4月~ 木曜担当、teppeiとKOPERUのみレギュラー、他のメンバーは2名までゲストとして出演)
- アフター6ジャンクション(TBSラジオ、2023年3月29日) 19時台前半「LIVE&DIRECT」で同年2月19日に開催したZepp Osakaでのライブ音源を放送。R-指定、テークエム、pekoが電話出演

### ウェブテレビ
- 梅田サイファーの水曜The NIGHT（2022年5月5日-2022年12月29日、ABEMA）

## 関連人物
- dio j - トラックメイカー、エンジニア。梅田サイファー初期の曲～2nd Album「UCDFBR Sampler Vol.2」までのエンジニアリングを担当。他にもKZやふぁんく、Kenny Does、ILL SWAG GAGA等のアルバムやEPのエンジニアリングも行う。奈良にDEEP FAT BLUE RECORDINGS(通称、DFBR)というスタジオを所有している。

## 備考
- 活動初期からライブや音源に参加している「ドリームフィニッシュ」は、KBDがネピア、たうりんがヤス8番というMCに扮し、下ネタだらけのラップを行うユニット。のちに、R-指定がポルノhubよしはる、cosaquがバクシーシ山下清と称してゲスト参加した。